# Estação Pai Matias
A Estação Pai Matias foi uma estação ferroviária pertencente ao Ramal Mairinque-Santos da antiga EFS. A estação foi inaugurada em 1937 e se localizava em meio a Serra do Mar, no município de São Vicente, São Paulo. Há algumas origens prováveis para o nome da estação, sendo uma delas a de que o nome "Matias" vem do aguadeiro da região, indivíduo responsável por levar água para os operários que construíam a linha. Outra explicação seria a de que "Pai Matias" era o nome de um dos morros da Serra do Mar. Assim como algumas estações do trecho de serra do ramal, a Pai Matias não pode ser alcançada por carro, pois se localiza em uma área de difícil acesso.
Segundo relatório de 1986 da FEPASA, a estação necessitava de reparos gerais e pintura. No período, havia dezessete casas na região, algumas ocupadas por funcionários e outras pela CBPO. A estação também já recebeu passageiros entre 1937 e 1976, época em que operava os trens de longo percurso da Sorocabana e, posteriormente, da Fepasa, entre Mairinque e Santos e, mais tarde, entre Embu Guaçu e Santos. Entre 1976 e 1997, a estação deixou de atender ao público, funcionando apenas como ponto de acesso de trens com passageiros. Após esse período, ela funcionou somente como ponto de acesso dos trens de carga da Rumo Logística (antiga ALL).